# Max Söldner
Max Söldner (* 26. November 1891 in Augsburg; † 26. Oktober 1959 ebenda) war ein deutscher Gewerkschafter.
Söldner war als Telefonist in einer Fabrik angestellt. Sein gewerkschaftliches Engagement brachte ihn in den bayerischen Landesvorstand der IG Textil, Bekleidung und Reinigung.
Bei der konstituierenden Sitzung des Bayerischen Senats am 4. Dezember 1947 gehörte Söldner als Gewerkschaftsvertreter der Kammer an. Am 30. April 1949 legte er sein Mandat nieder.